# KFUM-Kameratene Oslo
A KFUM-Kameratene Oslo egy norvég első osztályú labdarúgócsapat Oslo városában. A klub stadionja a KFUM Arena, amely 1500 fő befogadására alkalmas. A klub jelenleg a norvég másodosztályban szerepel.

## Játékoskeret
2022. március 28. szerint.
| #  |     | Poszt | Név                       |
| -- | --- | ----- | ------------------------- |
| 1  | NOR | K     | Emil Ødegaard             |
| 2  | NOR | V     | Keivan Ghaedamini         |
| 3  | GAM | V     | Dadi Gaye                 |
| 4  | NOR | V     | Momodou Lion Njie         |
| 5  | NOR | V     | Aaron Kiil Olsen          |
| 6  | NOR | KP    | Remi-André Svindland      |
| 7  | NOR | KP    | Robin Gravli Rasch        |
| 8  | NOR | KP    | Simen Hestnes             |
| 9  | NOR | CS    | Fredrik Brustad           |
| 10 | NOR | CS    | Thomas Klemetsen Jakobsen |
| 11 | NOR | CS    | Bilal Njie                |
| 13 | NOR | K     | Jonathan Ward Ådlandsvik  |
| 14 | NOR | KP    | Håkon Helland Hoseth      |

| #  |     | Poszt | Név                              |
| -- | --- | ----- | -------------------------------- |
| 15 | NOR | KP    | Moussa Njie                      |
| 16 | NOR | CS    | Johannes Andres Hummelvoll-Nuñez |
| 17 | NOR | V     | Fredrik Kristensen Dahl          |
| 19 | NOR | CS    | Philip Eng Romsaas               |
| 21 | NOR | KP    | Tore André Sørås                 |
| 22 | NOR | CS    | Petter Nosakhare Dahl            |
| 23 | NOR | KP    | Kristian Solberg Aarstad         |
| 24 | NOR | V     | Noah Alexander Størk Jacobsen    |
| 27 | NOR | KP    | Mohammed Mahnin                  |
| 28 | NOR | K     | Jonas Vatne Brauti               |
| 30 | NOR | V     | Aksel Baran Potur                |
| 33 | NOR | V     | Jørgen Hammer                    |
| 37 | NOR | CS    | Håkon Kristian Stavrum           |
|    | NOR | CS    | Filip Møller Delaveris           |

## Fordítás
Ez a szócikk részben vagy egészben  a   KFUM-Kameratene Oslo című angol Wikipédia-szócikk fordításán alapul.  Az eredeti cikk szerkesztőit annak laptörténete sorolja fel. Ez a jelzés csupán a megfogalmazás eredetét és a szerzői jogokat jelzi, nem szolgál a cikkben szereplő információk forrásmegjelöléseként.